# ラ・ルヴィエール
ラ・ルヴィエール（仏: La Louvière [la lu.vjɛʁ]、ワロン語: El Lovire）は、ベルギーのエノー州に位置する都市、ないしそれを中核とする基礎自治体。後者はエヌ＝サン＝ポール (Haine-Saint-Paul)、エヌ＝サン＝ピエール (Haine-Saint-Pierre) 、サン＝ヴァースト (Saint-Vaast) 、トリヴィエール (Trivières)、ブソワ (Boussoit)、ウダン＝エムリー (Houdeng-Aimeries)、ウダン＝ゴニー (Houdeng-Gœgnies)、モラージュ (Maurage)、ストレピー＝ブラクニー (Strépy-Bracquegnies)の村々から成る。
西のボリナージュ地方と東のノワール地方の中間にあたり、かつて炭鉱で栄えたシヨン工業地域のサントル地方の中心都市である。

## 歴史

### 成立
雌狼が人の子を育てたという伝説は古代ローマの建国神話と相通ずるものがあるが、ほんとうの興りは紀元12世紀になってからのことである。こんにちのラ・ルヴィエールは狼も潜んだであろう密林で、古フランス語で「狼のすみか」を意味するMenauluと呼ばれていた。行政上はオルヌ修道院領のサン＝ヴァースト共同体に属した。

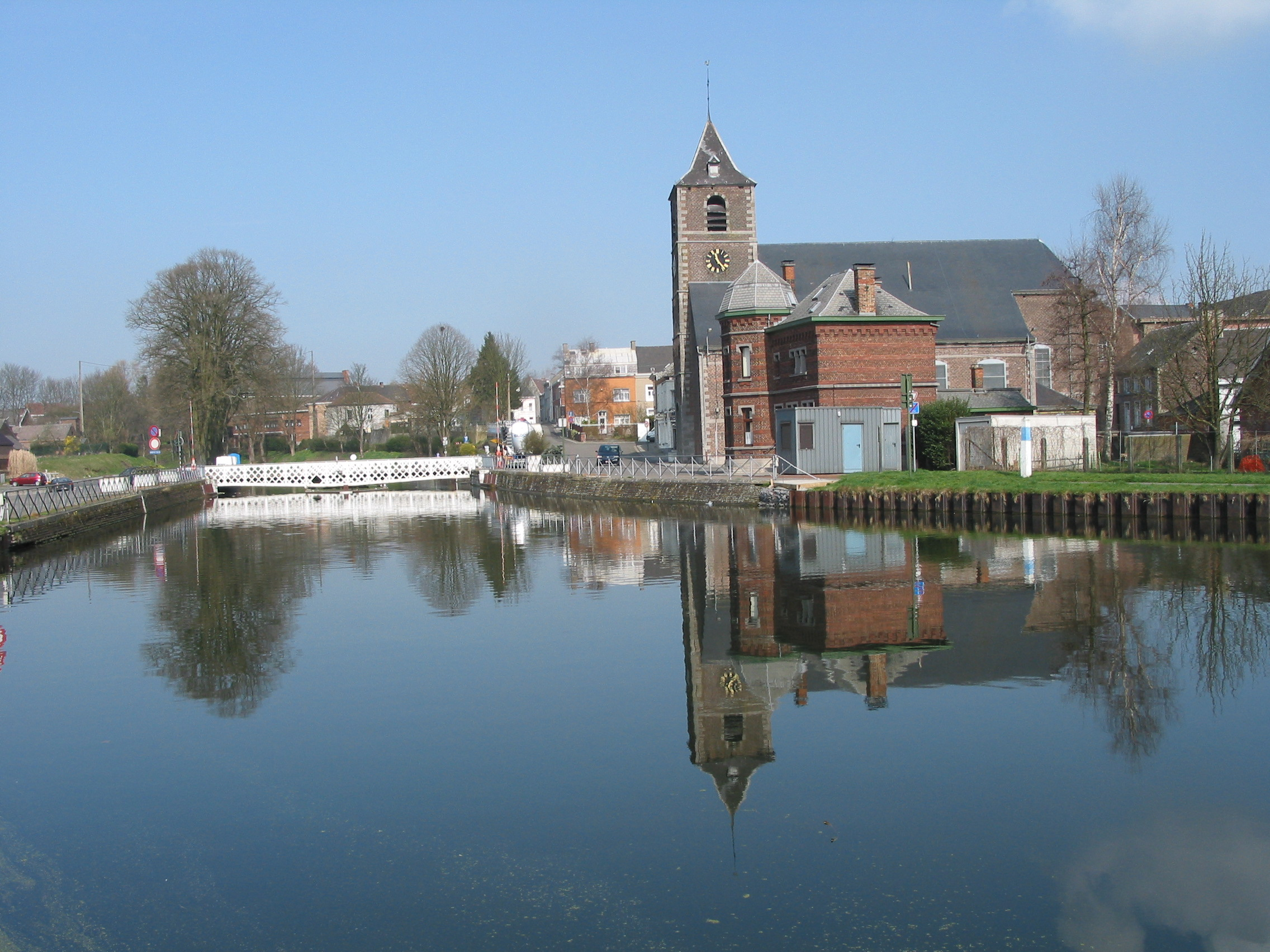
ウダン＝ジェメリー村

1284年までに地名はラテン語に改称されたが、後にフランス名に戻され現在のラ・ルヴィエールに落ち着いた。地元の領主が土地の調査に熱心だったため、1390年に石炭の採掘が始まった。しかし修道院がインフラの整備を拒んできたため、大規模な開発は18世紀まで待たなければならなかった。

### 開花期
その後、19世紀の道路、運河、鉄道網の建設で石炭の輸出が可能となると、資源の豊かさから投資が流れ込んだ。人口と経済規模の両面でサン＝ヴァーストをやすやすと追い抜き、ただの地名でしかなかった地域は50年もしないうちにワロニア有数の主要都市に成り上がった。1869年に自治都市となり、現在でもシャルルロワ、リエージュ、ナミュール、モンスに次ぐワロニア第五の都市の座を維持している。

## 名所

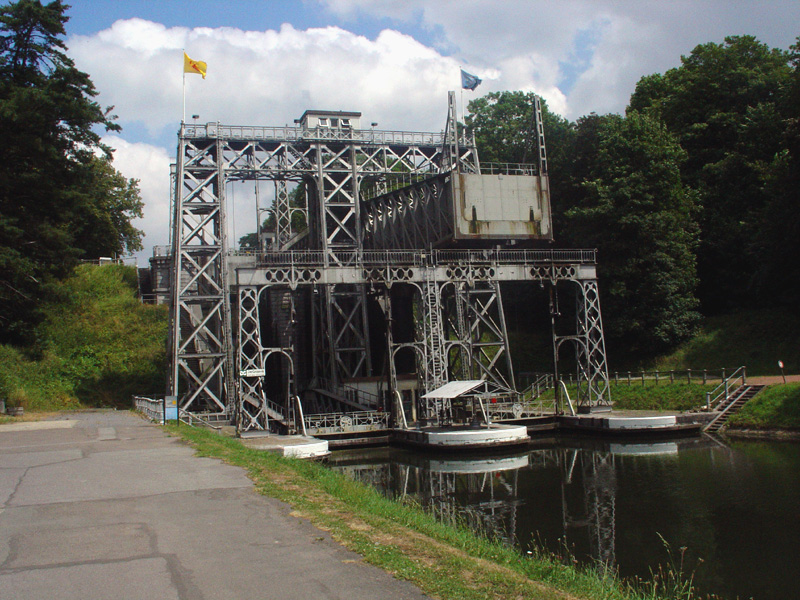
サントル運河のリフト

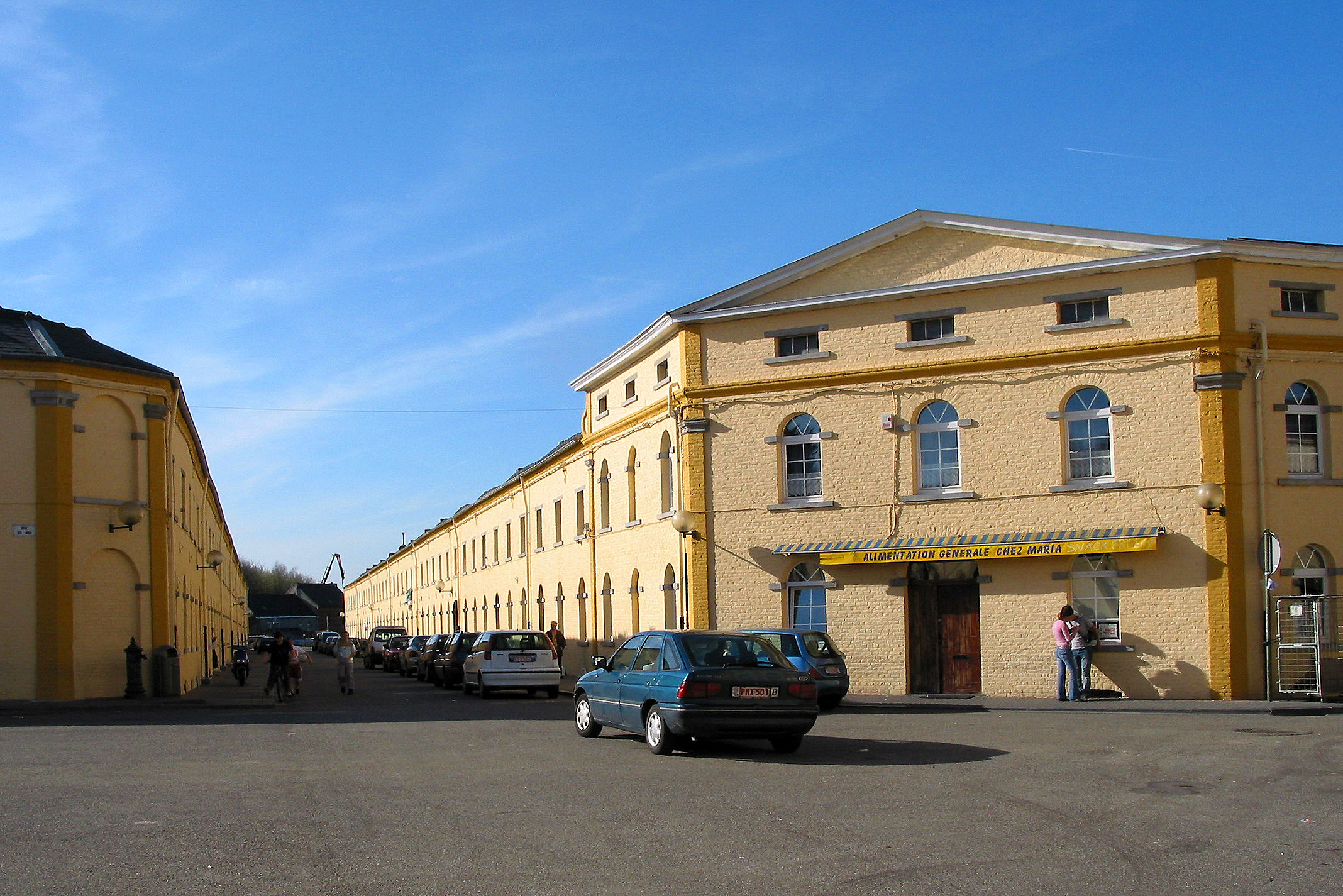
ボワ＝デュ＝リュックの労働者住宅

- マース川とスヘルデ川をむすぶサントル運河に設けられた2基の水力リフト。州内のほかの2基とともに1998年、「ラ・ルヴィエールとル・ルーにあるサントル運河の4つのリフトとその周辺」としてユネスコの世界遺産に登録された。
- ボワ＝デュ＝リュック炭鉱の労働者向け住宅群。19世紀前半に建てられて以降、修復が重ねられてきた。一部は公開されており、併設博物館ではサントル地方における石炭採掘の歴史を見ることができる。
- 13世紀から16世紀の礼拝堂および教会群。
- イデル・イアンチェレヴィッチの作品のコレクション。公開されているもののなかでは有数の規模。

## 文化
ラ・ルヴィエールの謝肉祭はラエターレ (Laetare) と呼ばれるが、これはラテン語で「楽しむ」を意味する動詞である。毎年四旬節の日曜から火曜にかけ行われるこのラエターレは、ジルと呼ばれる仮装行列が音楽にあわせステップを踏みながら、通行人にオレンジを配るのが特徴である。フィナーレのブリュラージュ・デ・ボッセという行事ではジルの衣装を着た人形が燃やされ、祭の終わりと新しい生命の誕生があらわされる。

## スポーツ

スタッド・デュ・ティヴォリ

2002-03シーズンにベルギーカップで優勝し、ベルギー・ファースト・ディビジョンにも所属していたRAAルヴィエロワーズの本拠地であった。2009年6月、クイエ（Couillet）に拠点を置くRACSクイエ（RACS Couillet）と合併し、クラブは消滅した。

## ゆかりの人物
- モーリス・グレヴィス（1895年 - 1980年） 言語学者
- モーリス・ボドゥー（1902年 - 1988年） カナダの司祭
- ポル・ビュリー（1922年 - 2005年） 彫刻家
- ジャン・ルヴェ（1934年 - ） 脚本家
- エンツォ・シーフォ（1966年 - ）元サッカー選手
- ジェイ・クリスファール（1988年 - ） 俳優
- エデン・アザール（1991年 - ） サッカー選手

## 姉妹都市
- サン＝モール＝デ＝フォッセ（フランス）
- フォリーニョ（イタリア）
- コルドバ（スペイン）
- ボイニツェ（スロバキア）
- カリシュ（ポーランド）[2]